# Brachynauphoeta foulpointeensis
Brachynauphoeta foulpointeensis är en kackerlacksart som beskrevs av van Herrewege 1975. Brachynauphoeta foulpointeensis ingår i släktet Brachynauphoeta och familjen jättekackerlackor. Inga underarter finns listade.